# Північно-Осетинська Автономна Радянська Соціалістична Республіка
Півні́чно-Осети́нська Автоно́мна Радя́нська Соціалісти́чна Респу́бліка, Північна Осетія, Північно-Осетинська АРСР (рос. Северо-Осетинская Автономная Советская Социалистическая Республика, ос. Цæгат Ирыстоны Автономон Советон Социалистон Респу́бликæ, (Цæгат Ирыстон) — адміністративно-територіальна одиниця РРФСР, що існувала у 1936–1993 роках.
Столиця — місто Орджонікідзе.

## Історія
З прийняттям нової сталінської конституції 5 грудня 1936 Північно-Осетинська АО була виведена зі складу Північно-Кавказького краю і перетворена у Північно-Осетинську АРСР.
У березні 1944 року у зв'язку з депортацією чеченців, інгушів і балкарців до складу Північно-Осетинської АРСР були передані: зі скасованої Чечено-Інгуської АРСР місто Малгобек і Ачалуцький, Назрановський, Пседахський, Пригородний райони; з Кабардино-Балкарської АРСР — Курпський район; зі Ставропольського краю — Моздоцький район.
9 січня 1957 після реабілітації чеченців і інгушів до складу відновленої Чечено-Інгуської АРСР були повернуті місто Малгобек і Коста-Хетагуровський район.
20 липня 1990 третя сесія Верховної Ради Північно-Осетинської АРСР прийняла Декларацію про державний суверенітет Північно-Осетинської РСР, в якій Північно-Осетинська АРСР була проголошена Північно-Осетинською РСР. Дані зміни були затверджені З'їздом народних депутатів РРФСР 24 травня 1991 в ст. 71 Конституції РРФСР. Але, позбавлення Північної Осетії статусу АРСР суперечило ст. 85 конституції СРСР. Таким чином, до розпаду СРСР дані рішення про зміну статусу республіки були сумнівними.
12 грудня 1993 прийнята Конституція РФ, республіка стала суб'єктом федерації — Республіка Північна Осетія — Аланія.
12 листопада 1994 Верховна Рада Республіки Північна Осетія прийняла Конституцію Республіки Північна Осетія — Аланія, яка підтвердила дану назву (конституція введена в дію з 7 грудня 1994).

## Населення
Динаміка чисельності населення республіки:
| Рік  | Населення, осіб |  |
| ---- | --------------- |  |
| 1939 | 329 205         |  |
| 1959 | 450 581         |  |
| 1970 | 552 581         |  |
| 1979 | 596 921         |  |
| 1989 | 634 009         |  |

## Адміністративний поділ[7]
Станом на 17 січня 1979 рік а до складу республіки входили 1 місто республіканського підпорядкування:
- Орджонікідзе

і 8 районів:
1. Алагирський — м. Алагир
2. Ардонськой — м. Ардон
3. Дігорський — м. Дігора
4. Ірафський — с. Чикола
5. Кіровський — с. Ельхотово
6. Моздоцький — м. Моздок
7. Правобережний — м. Беслан
8. Пригородний — с. Октябрське

## Ресурси Інтернету
- Северо-Осетинская АССР на сайте: Жуков Е. М. Советская историческая энциклопедия: В 16 т. — М.: Государственное научное издательство «Советская энциклопедия», 1961—1976 г.